# Michele Malfatti
Michele Malfatti (Trento, 31 de diciembre de 1994) es un deportista italiano que compite en patinaje de velocidad sobre hielo.
Ganó dos medallas en el Campeonato Mundial de Patinaje de Velocidad sobre Hielo en Distancia Individual, en los años 2024 y 2025, y dos medallas en el Campeonato Europeo de Patinaje de Velocidad sobre Hielo en Distancia Individual, en los años 2022 y 2024.
Participó en dos Juegos Olímpicos de Invierno, en los años 2018 y 2022, ocupando el séptimo lugar en Pekín 2022, en la prueba de persecución por equipos..

## Palmarés internacional
| Campeonato Mundial en Distancia Individual | Campeonato Mundial en Distancia Individual | Campeonato Mundial en Distancia Individual | Campeonato Mundial en Distancia Individual |
| Año                                        | Lugar                                      | Medalla                                    | Prueba                                     |
| ------------------------------------------ | ------------------------------------------ | ------------------------------------------ | ------------------------------------------ |
| 2024                                       | Calgary (Canadá)                           | Medalla de oro                             | Persecución por equipos                    |
| 2025                                       | Hamar (Noruega)                            | Medalla de plata                           | Persecución por equipos                    |
| Campeonato Europeo en Distancia Individual |                                            |                                            |                                            |
| Año                                        | Lugar                                      | Medalla                                    | Prueba                                     |
| 2022                                       | Heerenveen (Países Bajos)                  | Medalla de bronce                          | Persecución por equipos                    |
| 2024                                       | Heerenveen (Países Bajos)                  | Medalla de plata                           | Persecución por equipos                    |